# Joanna Krupińska-Trzebiatowska
Joanna Krupińska-Trzebiatowska (ur. 1951) – polska poetka i pisarka, z zawodu prawniczką, pracowała jako prokurator.

## Życiorys
W 1973 roku ukończyła studia na Wydziale Prawa Uniwersytetu Jagiellońskiego i bezpośrednio po uzyskaniu dyplomu w 1973 roku związała się z zawodem prokuratorskim. Po wypadku samochodowym, któremu uległa w 1977 roku, opublikowała na łamach Życia Literackiego pierwszy wiersz. W 1994 roku ukazały się niemal jednocześnie jej trzy tomiki wierszy: Przebudzenie, Sny oraz  Płomienie – dwa ostatnie z przedmową i posłowiem autorstwa prof. Bolesława Farona. W 1999 wyszły kolejne zbiory wierszy: Labirynt, Jesienny nokturn, Wśród nas, rok 2001 przyniósł zaś tomik Rzeczywiste i nierzeczywiste, z posłowiem prof. Wita Jaworskiego.
Wykonując w dalszym ciągu zawód prokuratora, Joanna Krupińska-Trzebiatowska, obok poezji, zajęła się również publicystyką, współtworząc, a następnie  redagując Hybrydę – Pismo Artystyczno-Literackie Stowarzyszenia Twórczego Polart, którego była współzałożycielem a od 2010 r. jest prezesem Zarządu. (Od 2001 roku jest redaktor naczelną pisma HYBRYDA).
Rok 2005 przyniósł jej debiut prozatorski: Cień Boga – powieść z gatunku science fiction. W 2006 roku ukazał się Magiczny krąg, a w 2007 roku Związek bez zobowiązań. Rok 2008 przyniósł powieść Donos, a dwa lata później ukazał się Doktor Q, oraz tomik poezji Taniec śmierci.
Kolejne powieści to Nieślubny syn (2011), Niedorzeczna miłość (2012) i wydana w 2015 roku Zdrada, książka, którą śmiało można zaliczyć do literatury faktu. Również w 2015 roku Joanna Krupińska-Trzebiatowska opublikowała kolejny tom poezji zatytułowany Trickster, a w 2017 Puste obłoki, ze słowem Kazimierza Świegockiego.  W 2018 ukazał się dramat Syn Margo oraz Wiersze wybrane – wybór wierszy wybranych i przetłumaczonych na język niemiecki przez Karla Grenzlera.
W latach 2011–2015 była wiceprezesem Krakowskiego Oddziału Związku Literatów Polskich a od 2015–2019 jego prezesem.